# Eleccions legislatives austríaques de 1966

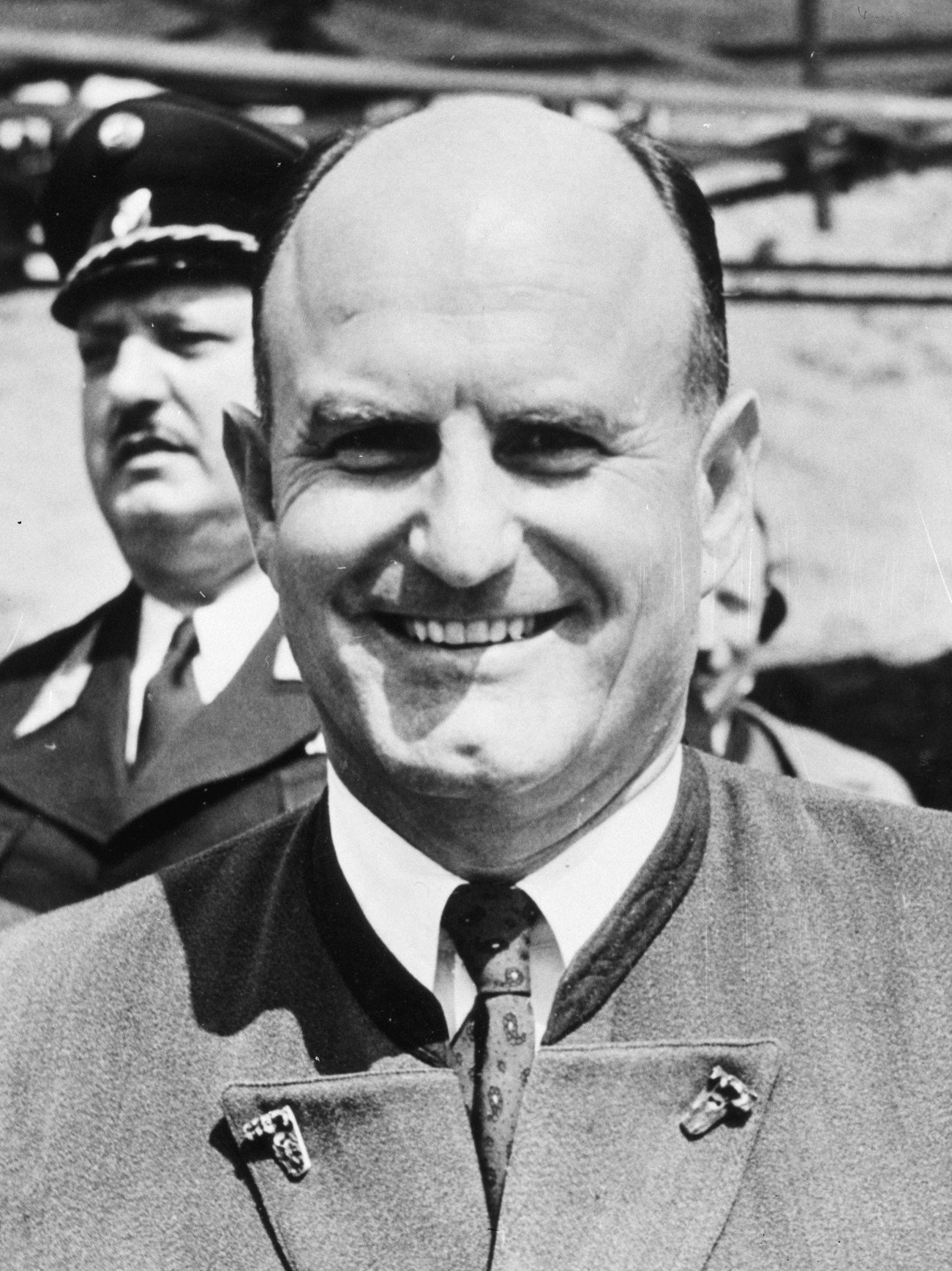
Imatge de Josef Klaus, que fou nomenat canceller austríac després de les eleccions.

Les eleccions legislatives del 1966 a Àustria, al Consell Nacional van ser el 6 de març de 1966. Els populars foren la força més votada i Josef Klaus fou nomenat canceller.

## Resultats
Resum dels resultats electorals de 6 de març de 1966 al Consell Nacional d'Àustria
| Partits                    | Partits                                                                                    | Vots      | +/- | %     | +/-   | Escons | +/- |
| -------------------------- | ------------------------------------------------------------------------------------------ | --------- | --- | ----- | ----- | ------ | --- |
|                            | Partit Popular d'Àustria (Österreichische Volkspartei)                                     | 2.191.109 |     | 48,35 | +2,95 | 85     | +4  |
|                            | Partit Socialdemòcrata d'Àustria (Sozialdemokratische Partei Österreichs)                  | 1.928.985 |     | 42,56 | -1,44 | 74     | -2  |
|                            | Partit Liberal d'Àustria (Freiheitliche Partei Österreichs)                                | 242.570   |     | 5,35  | -1,65 | 6      | -2  |
|                            | Partit Progresista Democràtic Demokratische Fortschrittliche Partei (DFP-Liste Franz Olah) | 148.528   |     | 3,28  |       | -      | -   |
|                            | Comunistes i Socialistes d'Esquerra (Kommunisten und Linkssozialisten )                    | 18.436    |     | 1,0   | -0,6  | —      | ±0  |
|                            | Liberale Partei Österreichs                                                                | 1.571     |     | 0,1   | -     | -      | -   |
|                            | Marxisten-Leninisten Österreichs                                                           | 486       |     | 0,02  | -     | -      | -   |
|                            | Total (participació 92,74%)                                                                | 4.532.035 |     | 100.0 |       | 165    |     |
| Font: Siemens Austria, BMI |                                                                                            |           |     |       |       |        |     |